# Mörbylånga (gemeente)
Mörbylånga is een Zweedse gemeente op Öland. De gemeente behoort tot de provincie Kalmar län. Ze heeft een totale oppervlakte van 3061,5 km² en telde 13.403 inwoners in 2004.

## Grotere plaatsen
| #  | Plaats              | Inwoneraantal |
| -- | ------------------- | ------------- |
| 1  | Färjestaden         | 4 636         |
| 2  | Mörbylånga (plaats) | 1 784         |
| 3  | Skogsby             | 528           |
| 4  | Algutsrum           | 499           |
| 5  | Degerhamn           | 372           |
| 6  | Vickleby            | 310           |
| 7  | Gårdby              | 262           |
| 8  | Arontorp            | 231           |
| 9  | Kastlösa            | 208           |
| 10 | Grönhögen           | 183           |
| 11 | Norra Möckleby      | 179           |
| 12 | Hagby-Bläsinge      | 65            |

Albrunna · Alby · Algutsrum · Alvlösa · Arontorp · Ås · Bläsinge · Bredinge · Bröttorp · Bårby · Degerhamn · Dörby · Eketorp · Eriksöre · Frösslunda · Färjestaden · Gettlinge · Glömminge · Gräsgård · Grönhögen · Gårdby · Gårdstorp · Hagby-Bläsinge · Hammarby · Hässleby · Hulterstad · Isgärde · Karlevi · Kastlösa · Kleva · Kråketorp · Lenstad · Lindby · Mellby · Mysinge · Mörbylilla · Mörbylånga · Norra Kvinneby · Norra Möckleby · Norra Näsby · Näsby · Össby · Ottenby · Resmo · Risinge · Runsbäck · Ryd · Rösslösa · Seby · Skogsby · Skärlöv · Smedby · Solberga · Stenåsa · Stora Frö · Sägerstad · Södra Möckleby · Torngård · Triberga · Ventlinge · Vickleby · Västerstad